# 夏純子
夏 純子（なつ じゅんこ、1949年〈昭和24年〉3月21日 - ）は、日本で1969年から1981年にかけて活動した女優。本名（旧姓名）、坂本 道子（さかもと みちこ）。
東京都西多摩郡五日市町（現：あきる野市）出身。立川女子高等学校卒業。

## 人物
小学校時代に書き始めた日記で文章を書くことに興味をおぼえ、中学校時代には詩や小説を書くようになり、そのうち小説の主人公にどうしてもなりたいと思い、それを実現するには女優しかないと考える。高校時代には演劇部に所属。高校在学中から、両親の反対を押し切って女優を志し、1967年、若松孝二監督の映画『犯された白衣』に唐十郎の相手役として、また同監督の『続日本暗黒暴行史 暴虐魔』に本名の「坂本 道子」名義で出演。
1969年、江波杏子主演の大映『女賭博師十番勝負』で本格的にデビュー。1970年の東映『三匹の牝蜂』の演技を評価され、「第二の浅丘ルリ子に！」との期待を受け、1970年8月1日付で日活と専属契約を結ぶ。日活としては「フリーとして3年ほど大映や東映で活躍し、演技面での心配はなにもない！」というのが強味であった。同年8月に『野良猫ロック ワイルド・ジャンボ』に出演した後、初主演作である『いちどは行きたい女風呂』で浜田光夫の恋人役を演じる。こうして日活専属となった夏は「いつかは女ジェームス・ディーンのような影のある役をやりたいわ!」と抱負を述べている。やがて、不良女子を描いた学園映画で主演を務めるようになり、1970年度製作者協会（エランドール賞）新人賞を受賞。1971年に『不良少女 魔子』に主演後、所属先である日活が一般映画からロマンポルノへの路線変更を決め、これを契機に松竹へ移籍。その後も、かつての不良少女のイメージを発展させた悪女役がよく似合う女優として、独特な存在感を発揮した。
テレビドラマにおいても、『Oh!それ見よ』（1969年）をはじめとして多数の作品に出演した。1971年には特撮テレビドラマ『シルバー仮面』に、春日家の長女・ひとみ役でレギュラー出演。当時は他の番組と掛け持ちしており、寝る時間がなかったことをよく覚えているという。『女のそろばん』（1979年）と『愛の迷路』（1980年）では、出演とともに主題歌・挿入歌も歌っている。
趣味は、書道、水泳、スキー。中学時代は器械体操部に所属していた。1978年3月21日に実業家と結婚したが、1980年2月2日離婚。1981年に作曲家の神山純一と再婚し芸能界を引退。二男あり。
2013年に刊行された『映画秘宝』2013年5月号では、自身の過去の出演作についてのインタビューに応じている。

## 出演

### 映画
- 続日本暴行暗黒史 暴虐魔（1967年、若松プロ）
- 犯された白衣（1967年、若松プロ）
- 喜劇 競馬必勝法 一発勝負（1968年、東映）- ミチ
- 女賭博師十番勝負（1969年、大映東京） - 広瀬俊子
- ヤングパワー・シリーズ 新宿番外地（1969年、大映東京） - 山代ユリ
- おいろけコミック 不思議な仲間（1970年、東宝） - 冴子
- 三匹の牝蜂（1970年、東映） - 主演・サチ子
- 女の警察 乱れ蝶（1970年、日活） - 河野礼子
- ずべ公番長 夢は夜ひらく（1970年、東映） - ミラノお春
- いちどは行きたい女風呂（1970年、日活） - 花咲さよ子
- ネオン警察 ジャックの刺青（1970年、日活） - 桜井麗子
- 野良猫ロック ワイルド・ジャンボ（1970年、日活） - 海岸の女A
- 女子学園シリーズ（日活）
  - 女子学園 悪い遊び（1970年） - 主演・辺見涼子
  - 女子学園 ヤバい卒業（1970年） - 主演・久保忠江
  - 女子学園 おとなの遊び（1971年） - 主演・結城正子
- 女の意地（1970年、日活） - 珠子
- 喜劇 いじわる大障害（1971年、日活） - 春子
- 喜劇 男の顔は人生よ（1971年、日活） - 竹島陽子
- 関東破門状（1971年、日活） - ミドリ
- 不良少女 魔子（1971年、日活） - 主演・魔子
- 不良番長 突撃一番（1971年、東映） - 花子
- 喜劇 女売出します（1972年、松竹） - 浮子
- 剣と花（1972年、松竹） - 佐野裕江
- 影狩り ほえろ大砲（1972年、東宝 / 石原プロ） - 芝辻美也
- 高校生無頼控（1972年、東宝 / 国際放映） - 早瀬卓子
- 反逆の報酬（1973年、東宝 / 石原プロ） - 沢田真由美
- 戦争と人間 第三部「完結篇」（1973年、日活） - 苫
- ムツゴロウの結婚記（1974年、松竹） - 美知子
- メス（1974年、松竹） - 青木由美
- 砂の器（1974年、松竹 / 橋本プロ） - 明子
- 喜劇 女子学生・華やかな挑戦（1975年、松竹） - 主演・武内沙織
- おれの行く道（1975年、松竹） - 土屋竹子
- トラック野郎・御意見無用（1975年、東映） - モナリザお京
- 金環蝕（1975年、東宝） - 遠藤滝子
- 新どぶ川学級（1976年、日活） - 杉田道子先生
- お祭り野郎 魚河岸の兄弟分（1976年、東映） - 八尋鮎子
- パーマネント・ブルー（1976年、松竹） - 新子
- 喜劇・大誘拐（1976年、松竹） - 山川礼子
- 河内のオッサンの唄（1976年、東映） - 倉本花子
- 河内のオッサンの唄 よう来たのワレ（1976年、東映） - 徳田花子
- 続・人間革命（1976年、東宝 / シナノ企画） - 清原かつ
- 不連続殺人事件（1977年、ATG） - 歌川あやか
- 愛情の設計（1977年、松竹 / サンミュージック） - 河村智子
- 八つ墓村（1977年、松竹） - 和江
- 愛の嵐の中で（1978年、東宝 / サンミュージック） - 黛雪子
- 事件（1978年、松竹） - 桜井京子
- 総長の首（1979年、東映） - 白崎銀子

### テレビドラマ
- キイハンター 第15話「殺人ドライブ」（1968年、TBS / 東映）
- 進め!青春（1968年、NTV / 東宝） - 若山タマ子[注釈 1]
- ザ・ガードマン 第201話「怪談・すすり泣くわら人形」（1969年 TBS / 大映テレビ室）- カヨ
- 東京バイパス指令 第20話「コール・ガール」（1969年、NTV / 東宝）
- Oh!それ見よ（1969年、TBS / 国際放映） - 八木沢あや子
- フジ三太郎 第35話「真夏のハプニング」（1969年、TBS / 国際放映）
- プレイガール （12ch / 東映）
  - 第24話「女の勝負は危険がいっぱい」（1969年）
  - 第59話「妻は外で何をしていた?」（1970年） - ルミ子
  - 第64話「女はギリギリで勝負する」（1970年） - 時江
  - 第82話「女はきわどく勝負する」（1970年） - 美子
  - 第189話「スリラー・愛する妻は二度死ぬ」（1972年） - 吉成ユカ
  - 第200話「残酷猟奇な殺し屋」（1972年） - 戸川夏子
- 新・平四郎危機一発 （1970年、TBS / 国際放映） - 小栗秀子
- 金メダルへのターン （1970年 - 1971年、CX / 東宝）
- シルバー仮面 （1971年 - 1972年、TBS / 宣弘社） - 春日ひとみ
- 水曜ドラマ / あした天気になあれ（1972年、NHK）
- 大江戸捜査網 （12ch / 三船プロ） 
  - 第62話「恋と喧嘩の七変化」（1972年） - お夏
  - 第112話「十手は殺しの免許状」（1973年）- お志乃
  - 第496話「鈴の音が殺しを呼ぶ」（1981年） - おしん
- アイアンキング 第12話「東京非常事態宣言」・第13話「地下要塞攻撃命令」（1972年、TBS / 宣弘社） - 玲子
- シークレット部隊 第26話「住宅ローン殺人事件」（1972年）
- どっこい大作 （1973年、NET / 東映）
- お嫁に行きます （1973年、12ch）
- 太陽にほえろ! （NTV / 東宝）
  - 第63話「大都会の追跡」（1973年） - 山下美沙子
  - 第244話「さらば、スコッチ!」（1977年） - 北島敏子
- 非情のライセンス （NET→ANB / 東映）
  - 第1シリーズ 第22話「兇悪の芽」（1973年） - 野中妙子
  - 第2シリーズ
    - 第4話「兇悪の火」（1974年） - 北川美弥
    - 第68話「兇悪の声」（1975年） - 咲江

  - 第3シリーズ 第14話「兇悪のマイホーム・連続身代り殺人」（1980年） - 川上
- 見知らぬ橋（1973年、NET） - 魚住佐江子
- 狼・無頼控 第17話「くノ一故郷に死す」 - 最終話「（秘）指令、狼を殺せ!」（1974年、MBS / 大映テレビ） - 朱美
- 子連れ狼 第2部 第15話「温石崩し」（1974年、NTV / ユニオン映画） - 真砂
- 日本沈没 第12話「危うし京の都」・第13話「崩れゆく京都」（1974年、TBS / 東宝）
- 6羽のかもめ （1974年 - 1975年、CX）
- 楽屋のれん（1975年3月31日、フジテレビ） - 夏代
- 俺たちの勲章 第18話「狂乱のロック」（1975年、NTV / 東宝） - 吉本リエ
- 鬼平犯科帳'75 第16話「盗賊婚礼」（1975年、NET） - お梅
- 新宿警察 第12話「娼婦の罠」（1975年、CX / 東映） - 宇田川律子
- どてらい男 （1975年 - 1977年、KTV） - 尾坂の恋人
- はぐれ刑事 （1975年、NTV / 国際放映） - 原田美智子
- 銭形平次 （CX / 東映）
  - 第506話「十一年目の父」（1976年） - おふう
  - 第625話「わが子わが女房」（1978年） - おそで
  - 第675話「蛇の目傘の女」（1979年） - お栄の腹違いの妹
  - 第703話「想い出の紙風船」（1980年） - お涼
  - 第746話「怨みの紅折鶴」（1980年） - お栄
- 必殺仕業人 第24話「あんたこの替玉をどう思う」（1976年、ABC / 松竹） - 田舎家お艶 / お弓
- 夜明けの刑事 第78話「現代・四谷怪談」（1976年、TBS / 大映テレビ） - 田宮美和・京子（二役）
- 新・二人の事件簿 暁に駆ける　第2話「香港から来た女」第21話「お人好し」（1976年、ABC / 大映テレビ）
- 江戸の旋風II 第26話「女掏摸の恋」（1976年、CX)
- 伝七捕物帳 第134話 「お江戸に咲いた花嫁御寮」（1977年、NTV / ユニオン映画） - お初
- 華麗なる刑事 第6話「ピアニストの罠」（1977年、CX / 東宝） - 沢田和代
- 赤い絆 （1977年、TBS / 大映テレビ） - 志摩佐智子
- ポーラ名作劇場 / 幻花 （1977年、NET）
- 火曜劇場 / 幸福のとき （1977年、NTV）
- 新五捕物帳 第7話「虹をかけた送り舟」（1977年、NTV / ユニオン映画）
- 江戸の旋風III 第26話「女狐仁義」（1977年、CX） - お銀
- 土曜ドラマ / 鎌田敏夫シリーズ 十字路 第二部第3話「南国高知編 結婚しない男と結婚しない女」（1978年、NHK） - 矢崎英子
- 新・座頭市 第2シリーズ 第6話「五本の長脇差」（1978年、CX / 勝プロ）
- 江戸の渦潮 第9話「日陰の花に朝が来た」（1978年、CX / 東宝）
- ナショナルゴールデン劇場 / 渡された場面 （1978年、ANB / 東映）
- 薔薇海峡 （1978年、TBS） - 工藤美穂子
- 明日の刑事 第54話「わが子よ!」（1978年、TBS / 大映テレビ）
- 大河ドラマ / 草燃える （1979年、(NHK） - 卿局
- 半七捕物帳 第8話 「怪談津の国屋」（1979年、テレビ朝日）
- 大空港 第48話「目撃者はデカだ!」（1979年、CX / 松竹） - 細川ヨシコ
- 土曜ワイド劇場（ANB）
  - 江戸川乱歩「緑衣の鬼」より 白い人魚の美女 （1978年） - 笹本芳枝
  - 鮮やかな完全犯罪 女相続人 （1979年12月）
  - 映画村殺人事件 愛の邪魔ものを消せ!（1980年5月）
  - 悪魔の花嫁 呪われた百物語 （1980年7月） - 主演
- 女のそろばん（1979年、ANB） - 長田清美
- 新・江戸の旋風 第3話「悪女伝の女たち」（1980年、CX / 東宝） - 小夜嵐のお艶
- 桃太郎侍 （1980年、NTV / 東映）
- 騎馬奉行 第23話「悲願! 野菜の直か売り」（1980年、KTV / 東映） - およし
- 旅がらす事件帖 （1980年、KTV / 国際放映） - 志寿太夫
- 愛の迷路（1980年、TBS） - 主演・結城千津
- 木曜ゴールデンドラマ（1980年）
  - 悪霊の棲む館 （NTV）
  - 誘拐 （YTV）
- 虹子の冒険 （1980年 - 1981年、ANB）
- 玉ねぎむいたら… （1981年、TBS） - 友子
- 森繁久彌のおやじは熟年 第11話「勘当されたダメ親父!」（1981年、ANB） - 芳江

### 舞台
- 癩王のテラス（1974年、日生劇場）
- 東宝ミュージカル グリース（1977年、日本劇場） - リッゾ 役

## 音楽

### シングル
| 発売日             | 規格               | 規格品番           | 面                 | タイトル           | 作詞               | 作曲               | 編曲               |
| ワーナーパイオニア | ワーナーパイオニア | ワーナーパイオニア | ワーナーパイオニア | ワーナーパイオニア | ワーナーパイオニア | ワーナーパイオニア | ワーナーパイオニア |
| ------------------ | ------------------ | ------------------ | ------------------ | ------------------ | ------------------ | ------------------ | ------------------ |
| 1980年4月25日      | EP                 | L-338W             | A                  | 愛の迷路           | 藤公之介           | 神山純一           | 神山純一           |
| 1980年4月25日      | EP                 | L-338W             | B                  | 愛すれど心淋しく   | 藤公之介           | 神山純一           | 神山純一           |

※　レコード化されているこの2曲は、このシングルレコードのみでしか聴けず、2021年11月現在デジタル音源化もされていない。